# Зустрінь мене в Сент-Луїсі
«Зустрінь мене в Сент-Луїсі» — американський різдвяний музичний фільм 1944 року, знятий компанією Metro-Goldwyn-Mayer. Розділений на частини за порами року, починаючи з літа, він розповідає про рік із життя сім’ї Смітів у Сент-Луїсі. Події розгортаються напередодні відкриття Всесвітньої виставки у Луїзіані навесні 1904 року.   У фільмі зіграли Джуді Гарленд, Маргарет О'Брайен, Мері Астор, Люсіль Бремер, Том Дрейк, Леон Еймс, Марджорі Мейн, Джун Локхарт і Джоан Керролл.
Фільм був адаптований Ірвінгом Бречером і Фредом Ф. Фінкльгоффом із серії оповідань Саллі Бенсон, опублікованих в журналі The New Yorker під назвою «Кенсінгтонські історії» , а пізніше у формі роману «Зустрінь мене в Сент-Луїсі». Режисером фільму став Вінсенте Міннеллі, який познайомився з Гарланд на знімальному майданчику, а потім одружився з нею. Лауреата премії «Тоні» дизайнера Лемюеля Айерса було запрошено на посаду артдиректора фільму.
Після виходу «Зустрінь мене в Сент-Луїсі» отримав неабиякий успіх. Він став другим найкасовішим фільмом 1944 року, поступаючись лише «Йти своїм шляхом» , а також був найуспішнішим мюзиклом MGM 1940-х років. У 1994 році Бібліотека Конгресу визнала фільм «культурно, історично чи естетично значущим» і відібрала його для збереження в Національному реєстрі фільмів США.
У фільмі Гарленд презентувала пісні «The Trolley Song», «The Boy Next Door» і «Have Yourself a Merry Little Christmas», усі з яких стали хітами після виходу фільму. 

## Сюжет

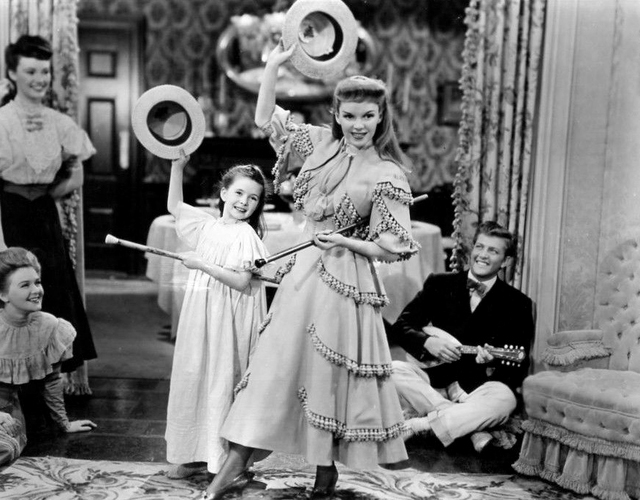
Маргарет О'Брайен і Джуді Гарленд виконують пісню "Under the Bamboo Tree" у фільмі Зустрінемося у Сент-Луїсі

Експозицією до фільму є містечко Сент-Луїс, штат Міссурі, напередодні Всесвітньої виставки у Луїзіані 1904 року.
Фільм розпочинається влітку 1903 року. Сім'я Смітів живе комфортним життям вищого середнього класу. У Алонсо Сміта та його дружини Анни є чотири дочки: Роуз, Естер, Агнес і Туті, а також син Лон-молодший. Естер закохана в сусідського хлопця Джона Труетта, хоча він цього спочатку не помічає. Туті катається містом з продавцем льоду містером Нілі та обговорює, чи є Сент-Луїс найкращим містом країни. Роза, старша дочка, марно сподівається отримати пропозицію вийти заміж від Уоррена Шеффілда.
На Гелловін Туті та Агнес відвідують церемонію розпалення багаття. Пізніше, коли Туті з'являється з розбитою губою і без зуба, вона стверджує, що Джон намагався її вбити. У відповідь на слова сестри, Естер йде до Джона та сварить його за його вчинок. Після повернення Естер додому Туті та Агнес зізнаються у брехні та розповідають, що Джон не бив дівчину, а намагався захистити їх від поліції. Дізнавшись правду, Естер просить вибачення у Джона, і сцена завершується їх першим поцілунком.
Містер Сміт оголошує, що його відправляють до Нью-Йорка у справах, і вся родина має переїхати туди після Різдва. Сім'я спустошена новиною, особливо Роуз і Естер, чиї романи, дружба та освітні плани опинилися під загрозою. Естер також вражена тим, що вони пропустять Всесвітню виставку. 

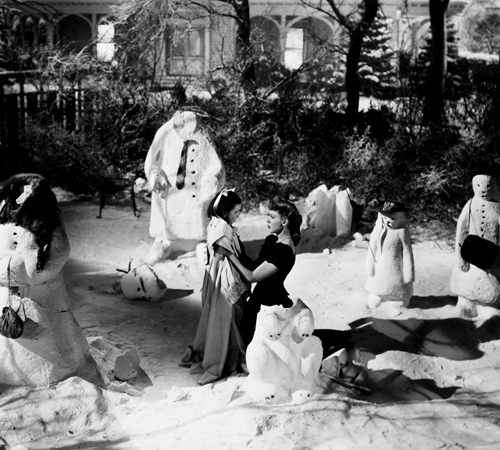
Маргарет О'Брайен і Джуді Гарленд у фільмі «Зустрінь мене в Сент-Луїсі».

Напередодні Різдва відбувається бал. Джон не може супроводити Естер, тому що запізнився забрати свій смокінг. Натомість Естер йде на бал з дідусем. Пізніше Джон робить пропозицію Естер, і вона погоджується, але їхнє майбутнє невизначене, оскільки вона все ще повинна переїхати до Нью-Йорка.
Естер повертається додому, щоб побачити Туті, яка нетерпляче чекає на Санта-Клауса і хвилюється, чи зможе привезти всі свої іграшки з собою до Нью-Йорка. Після зворушливого виконання пісні «Have Yourself a Merry Little Christmas» невтішна Туті знищує сніговиків, яких вони повинні б були залишити. Естер запевняє сестру, що вони будуть разом, куди б вони не поїхали. Містер Сміт, який бачив дівчат на вулиці, починає замислюватися щодо свого рішення та після роздумів повідомляє родині, що вони не переїжджатимуть до Нью-Йорка, на загальний подив та радість. Воррен вривається в будинок Смітів, зізнається в коханні Роуз і оголошує, що вони одружаться за першої можливості. Зрозумівши, що настало Різдво, Сміти святкують.
Весною, родина збирається на Всесвітній виставці з видом на Велику лагуну, коли тисячі вогнів навколо великого павільйону освітлюються.

## Акторський склад
- Джуді Ґарленд у ролі Естер Сміт
- Маргарет О'Брайен у ролі Туті Сміт
- Мері Астор у ролі місис Анни Сміт
- Люсіль Бремер у ролі Роуз Сміт
- Том Дрейк у ролі Джона Труетта
- Леон Еймс у ролі містера Алонсо Сміта
- Марджорі Мейн у ролі Кеті
- Геррі Девенпорт у ролі дідуся
- Джун Локхарт у ролі Люсіль Беллард
- Джоан Керролл у ролі Агнес Сміт

## Виробництво
Фільм заснований на «Кенсінгтонських історіях», серії сентиментальних сімейних історій Саллі Бенсон, які були опубліковані в The New Yorker у 1942 році, а пізніше у формі роману «Зустрінь мене в Сент-Луїсі». Невдовзі після публікації історій Артур Фрід, переконав керівника студії Луїса Б. Маєра придбати права на фільм за 25 000 доларів, а Бенсон найняти для роботи над екранізацією. На ідею фільму також надихнула ностальгічна сімейна вистава «Життя з батьком», яка з 1939 року йшла на Бродвеї з великим успіхом і визнанням.

## Музика
Музичний супровід для фільму адаптував Роджер Іденс, який також був асоційованим продюсером без згадки у титрах. Деякі пісні у фільмі належать до часів виставки в Сент-Луїсі, а інші були написані для фільму.
- «Зустрінь мене в Сент-Луїсі, Луїс», Керрі Міллс і Ендрю Б. Стерлінг, 1904
- «The Boy Next Door», Г’ю Мартін і Ральф Блейн, 1944
- «Skip to My Lou », в аранжуванні Г’ю Мартіна та Ральфа Блейна, 1944
- «I Was Drunk Last Night» у виконанні Маргарет О'Брайен
- «Under the Bamboo Tree», слова та музика Роберта Коула та Johnson Bros., 1902 рік
- «Over the Banister», мелодія 19 століття, адаптована Конрадом Селінджером, слова з вірша 1888 року «Over the Banisters» Елли Вілер Вілкокс, адаптована Роджером Іденсом, 1944 рік
- «The Trolley Song», Г’ю Мартін і Ральф Блейн, 1944
- «You and I», Насіо Герб Браун і Артур Фрід
- «Goodbye, My Lady Love», Джозеф Е. Ховард, 1904
- «Little brown jag», інструментальна, Джозеф Віннер, 1869
- «Down at the Old Bull and Bush », Гаррі фон Тільцер, 1903
- «Home! Sweet home!", Генрі Бішоп, 1823/1852
- «Auld Lang Syne»
- «The First Noel»
- «Have Yourself a Merry Little Christmas», Г'ю Мартін і Ральф Блейн, 1944

## Критика
Після виходу в 1944 році «Зустрінь мене в Сент-Луїсі» мав величезний комерційний успіх. Під час першого показу в кінотеатрах він зібрав величезні на той час 5 016 000 доларів у США та Канаді та 1 550 000 доларів в інших країнах. Загальні збори фільму склали 2 359 000 доларів. 
Фільм був номінований на чотири премії «Оскар»: найкращий адаптований сценарій, найкраща операторська робота, найкраща музика до фільму та найкраща пісня до фільму. Того ж року Маргарет О'Брайен отримала нагороду «Оскар» серед неповнолітніх за роботу у фільмі «Зустрінь мене в Сент-Луїсі» та кількох інших фільмах.
Американський інститут кінематографії поставив фільм на 10 місце в списку найкращих кіномюзиклів за версією AFI. Дві пісні з фільму були включені до списку AFI 100 найкращих американських пісень за 100 років.
Фільм отримав 100% рейтинг на Rotten Tomatoes на основі 80 оглядів із середнім балом 8,80/10. Огляд критиків сайту щодо фільму говорить: «Надзвичайно милий мюзикл, доповнений грою видатних акторок Джуді Гарленд і Маргарет О'Брайен, «Зустрінемось в Сент-Луїсі» пропонує свято для будь-якого віку». 

## Адаптації
- «Зустрінь мене в Сент-Луїсі» був перезнятий у 1959 році для телебачення, у головних ролях Джейн Пауелл, Жанна Крейн, Петті Дюк, Уолтер Піджен, Ед Вінн, Теб Хантер і Мірна Лой.
- У 1966 році фільм «Зустрінь мене в Сент-Луїсі» знову перезняли для телебачення. Це була немузична версія, задумана як пілот для телевізійного серіалу, який не вдалося реалізувати. Режисером став Алан Д. Кортні за сценарієм, написаним Саллі Бенсон.
- У 1989 році на основі фільму було знято бродвейський мюзикл.

## Місця зйомок
- Вінтажна карусель кінця 19 століття знаходилася в парку розваг на острові Бобло в Амгерстбурзі, Онтаріо, доки парк не закрився у вересні 1993 року. Карусель розібрали та продали приватним колекціонерам.
- Будинок Бенсонів на Кенсінгтон-авеню, 5135 у Сент-Луїсі [13] більше не існує. Після продажу він занепав, став непридатним для проживання та був знесений у 1994 році. [14]

## Дивитися також
- Список різдвяних та новорічних фільмів
- Всесвітня виставка 1904 року
- The New Yorker